# Ruhefrist
Als Ruhefrist bezeichnet man in Deutschland im Rahmen der Totenfürsorge einen von dem örtlichen Friedhofsträger festgelegten Zeitraum, in dem eine Grabstelle oder Urnengrabstelle nach einer Beisetzung nicht neu belegt werden darf.
Die Ruhefrist geht ursprünglich zurück auf den im Monotheismus verbreiteten Glauben, dass Verstorbene auf dem Friedhof bis zum Jüngsten Tag eine letzte Ruhe finden sollen, die nicht gestört werden darf.

## Mindestruhezeit
Die Mindestruhezeiten ergeben sich aus den jeweiligen Bestattungs- und Friedhofsgesetzen der Bundesländer, z. B. Baden-Württemberg, Brandenburg und Hessen 15 Jahre; Berlin, Mecklenburg-Vorpommern, Niedersachsen und Sachsen 20 Jahre. Im Saarland beträgt die Mindestruhezeit je nach Alter des Verstorbenen zwischen 6 und 15 Jahren.

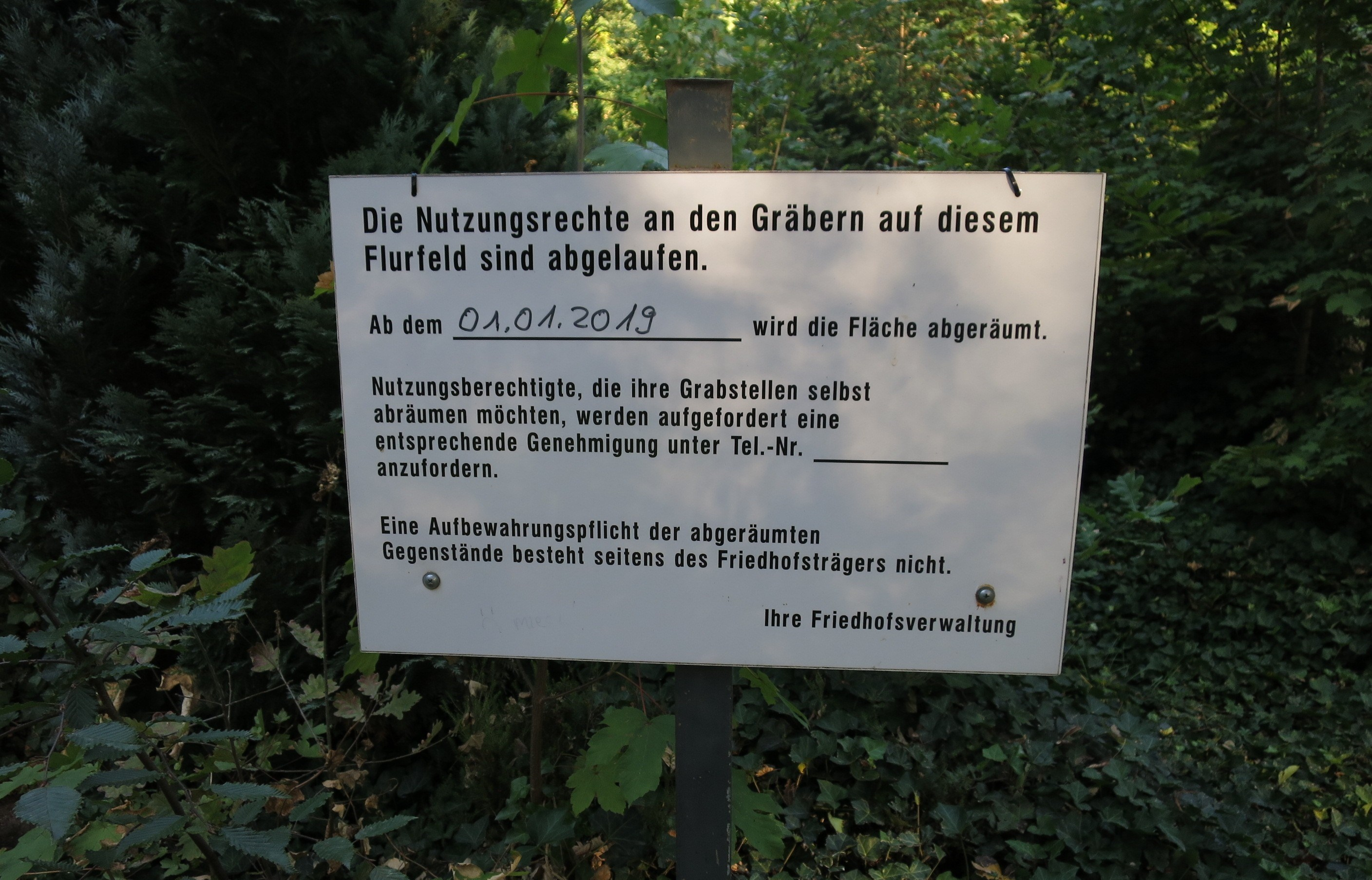
Hinweisschild auf Ende der Nutzungszeit und Abräumung der Grabstellen

Die Ruhefrist richtet sich bei Erdbestattungen im Allgemeinen nach der Dauer der Verwesung, die von der örtlichen Beschaffenheit des Bodens abhängig ist. Die Ruhefrist bei Urnenbeisetzungen ist in der Regel kürzer als bei Erdbestattungen. Die im Friedhofs- und Bestattungsrecht vorgegebene Ruhefrist ist eine Mindestruhezeit, die unabhängig davon einzuhalten ist, ob in der Grabstätte ein Leichnam oder eine Urne mit den Aschenresten eines Verstorbenen beigesetzt wurde.
Nach Fristablauf erlischt das Grabnutzungsrecht. Die Einebnung der Grabstätte ist dann zulässig und aus pragmatischen Gründen erforderlich, um den künftigen Bedarf an Grabstellen zu sichern. Auch werden erfahrungsgemäß viele Einzelgrabstätten nach mehr als zwei Jahrzehnten nicht mehr von Angehörigen besucht und gepflegt. Die bis in die 1970er Jahre hinein übliche Praxis sog. Ewigkeitsgräber mit unbefristetem, vererblichem Nutzungsrecht erlebt gegenwärtig eine gewisse Renaissance.
Grundsätzlich bedeutet eine unterschiedliche Nutzungsdauer nebeneinanderliegender Grabstätten erhöhten Aufwand für die Instandhaltung eines Friedhofes, da zwischen noch bestehenden Gräbern Lücken entstehen, die jeweils gepflegt werden müssen. Auch das Abräumen einzelner Gräber zwischen noch genutzten ist aufwändiger, da zum Schutz der benachbarten Grabanlagen keine schweren Maschinen eingesetzt werden können. Läuft dagegen die Ruhezeit mehrerer, nebeneinander liegender Gräber zur gleichen Zeit ab, kann mitunter ein ganzes Gräberfeld auf einmal abgeräumt und neu angelegt werden. 
Übliche Praxis ist, dass durch Aushang oder am Grabstein angebrachten Aufkleber darüber informiert wird, dass die Ruhezeit abläuft und das Grab bald abgeräumt wird. Dann besteht die Möglichkeit bis zum angekündigten Termin das Grab oberflächlich zu räumen; geschieht das nicht, so erfolgt eine Räumung und Entsorgung durch die Friedhofsverwaltung. Die Kosten für Abbau und Entsorgung können in der zum Zeitpunkt der Bestattung gezahlten Nutzungsgebühr enthalten sein.

## Sonderregelungen
Religiöse Sonderregelungen führen auf jüdischen Friedhöfen zu einer unbegrenzten Ruhefrist, da Gräber nach der Halacha niemals eingeebnet oder neu belegt werden dürfen. Auch im Islam genießen die Toten ein ewiges Ruherecht, das bei einer muslimischen Bestattung in Deutschland jedoch entweder nicht ausgeübt wird oder Muslime lassen sich nach ihrem Tod in ihre Heimatländer überführen. Einzelne Kommunen gewähren ihren muslimischen Einwohnern ein ewiges Ruherecht auf kommunalen Friedhöfen.
Gesetzliche Ausnahmeregelungen über eine unbefristete Grabesruhe sind unüblich. Entsprechenden Bedürfnissen kann durch eine Verlängerung der Ruhefrist im Einzelfall entsprochen werden.
Besondere Bestimmungen gelten jedoch für die Gräber der Opfer von Krieg und Gewaltherrschaft wie der militärischen und zivilen Opfer des Ersten und Zweiten Weltkriegs. Nach § 2 des Gräbergesetzes bleiben ihre im Inland liegenden Gräber dauernd bestehen.